# Radu Bumbăcea
Radu Bumbăcea (n. 3 decembrie 1993, București) este un (fost) elev român, excepțional dotat pentru matematică, unul din componenții lotului de matematică al României, care a participat la trei Olimpiade Internaționale de Matematică, cele din 2010, 2011 și 2012, în care obținut medalii de aur, argint, respectiv de aur, din nou.

## Biografie
Conform propriei sale prezentări , Radu Bumbăcea a devenit deosebit de dotat la matematică, odată cu mutarea la Colegiul Național Tudor Vianu din București, pe când a început clasa a VI-a. Sub îndrumarea doamnei profesoare Cerasela Tesleanu (în ciclul secundar) și apoi a domnului profesor Severius Moldoveanu (în ciclul terțiar - liceu), Radu Bumbăcea a fost pregătit pentru a atinge nivelul necesar participării de vârf la nivel internațional.

## Scurt palmares[2]
| An   | Concurent     | Țară    | P1 | P2 | P3 | P4 | P5 | P6 | Total | Poziție | Procentaj | Premiu            |
| ---- | ------------- | ------- | -- | -- | -- | -- | -- | -- | ----- | ------- | --------- | ----------------- |
| 2012 | Radu Bumbăcea | România | 7  | 7  | 3  | 6  | 7  | 0  | 30    | 27      | 95.25 %   | Medalie de aur    |
| 2011 | Radu Bumbăcea | România | 7  | 2  | 2  | 7  | 7  | 0  | 25    | 66      | 88.45 %   | Medalie de argint |
| 2010 | Radu Bumbăcea | România | 7  | 7  | 0  | 7  | 0  | 7  | 28    | 27      | 95.02 %   | Medalie de aur    |

Aceste rezultate obținute la liceu au fost precedate de rezultate remarcabile încă din gimnaziu:
- în clasa a VII-a

– punctaj maxim la Balcaniada de Juniori;
- în clasa a IX-a

– medalie de argint la Balcaniada de Seniori;
– medalia de aur la Olimpiada din Iacutia;
– medalia de aur la Romanian Masters of Mathematics 2010, unde au participat 10 medaliați cu aur la ultima ediție a IMO.
După terminarea liceului, a continuat studiile de matematică la Trinity College, Universitatea Cambridge.
În anii 2013/2014, Radu Bumbăcea a fost președinte al Cambridge Romanian Society Committee, comitet al studenților români din Universitatea Cambridge, care are două obiective:
- Promovarea culturii Române și conștientizarea valorilor românești de către membrii Universității Cambridge.
- Promovarea Universității Cambridge în România și sprijinirea studenților români pentru a putea studia la Universitatea Cambridge.